# Derrick Morgan (Footballspieler)
Derrick Lee Morgan (* 6. Januar 1989 in Lancaster, Pennsylvania) ist ein ehemaliger US-amerikanischer American-Football-Spieler in der National Football League (NFL). Er spielte neun Saisons für die Tennessee Titans als Inside Linebacker.

## College
Morgan besuchte die Georgia Institute of Technology (Georgia Tech) und spielte für deren Team, die Yellow Jackets, von 2007 bis 2009 College Football, wobei er unterschiedliche Positionen in der Defensive Line bekleidete. Insgesamt konnte er 115 Tackles setzen und 19,5 Sacks erzielen.

## NFL
Beim NFL Draft 2010 wurde Morgan von den Tennessee Titans in der ersten Runde als insgesamt 16. Spieler ausgewählt. In seiner Rookie-Saison kam er als Defensive End zum Einsatz. Nach einem Auftakt nach Maß – in seinem ersten Spiel als Profi gelang ihm auch schon sein erster Sack – fand seine erste Spielzeit aber verletzungsbedingt bereits nach vier Begegnungen ein jähes Ende.
2011 konnte er sich als Starter etablieren und war auch in den folgenden Saisons fixer Bestandteil der Defensive Line der Titans.
Als 2014 das Schema der Defense grundsätzlich umgestellt wurde, fand sich auch Morgan auf einer neuen Position wieder. Fortan wurde er ausschließlich als Linebacker aufgeboten.
Im März 2015 unterschrieb er bei den Titans einen Vierjahresvertrag über 30 Millionen US-Dollar. In der Spielzeit 2015 konnte er wegen einer Schulterverletzung, die in weiterer Folge auch eine Operation erforderte, nur zehn Spiele bestreiten. Zur bessere Regeneration stellte er auf vegane Ernährung um und inspirierte weitere Mitspieler dazu. Kurz darauf erreichten die Titans 2017 erstmals seit 2003 wieder die Play-offs. Morgan war in 15 Spielen dabei und stellte mit 9,0 Sacks einen persönlichen Rekord auf. Im Juli 2019 gab er seinen Rücktritt bekannt.